# Liste der peruanischen Botschafter in Osttimor

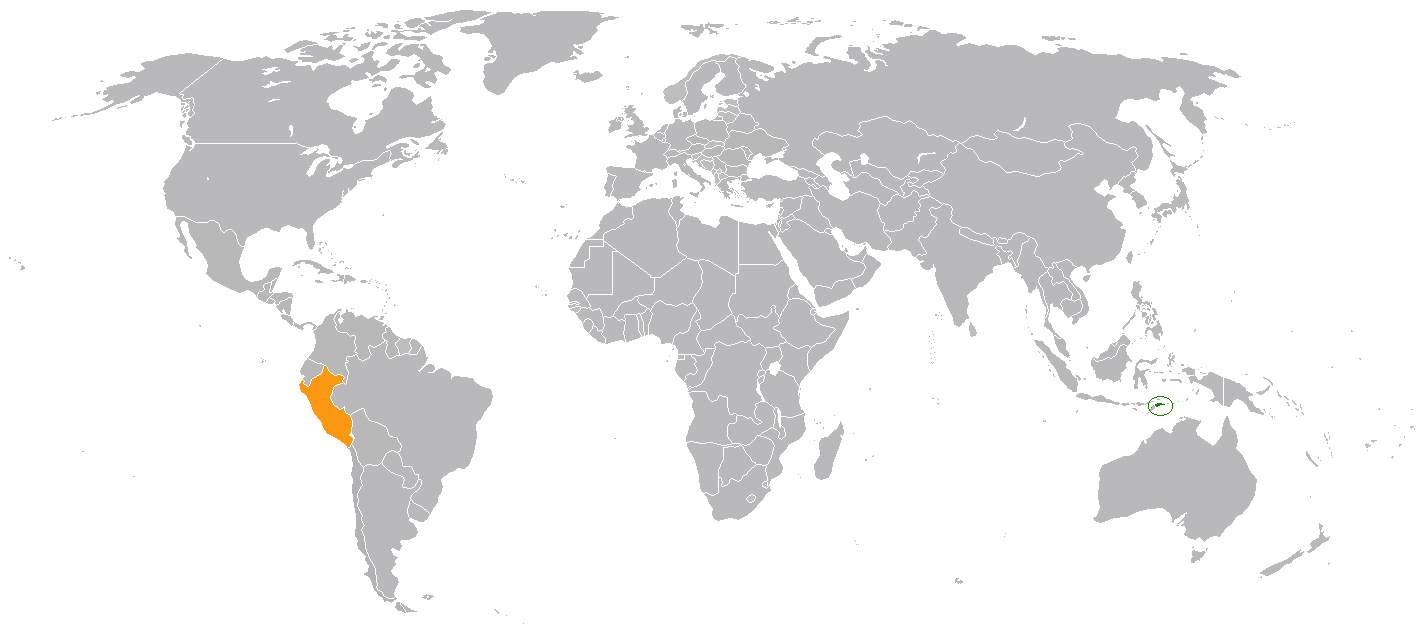
Osttimor und Peru

Diese Liste führt die peruanischen Botschafter in Osttimor auf.

## Hintergrund
Osttimor und Peru nahmen am 30. September 2002 diplomatische Beziehungen auf. Die peruanische Botschaft befindet sich in Jakarta (Indonesien). Sie ist neben Indonesien auch für die ASEAN zuständig.

## Liste

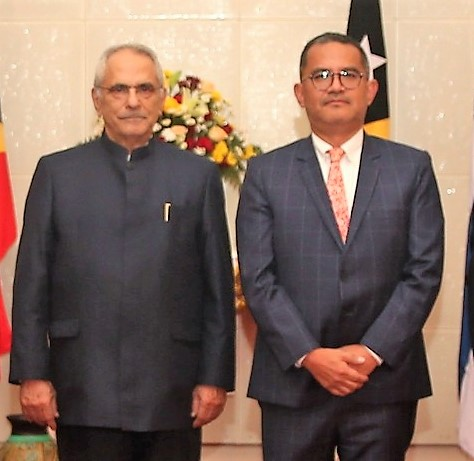
Osttimors Präsident José Ramos-Horta mit Perus Botschafter Luis Tsuboyama (rechts), 2023

| Bild | Name                                  | Amtszeit      | Anmerkungen                                                              |
| Peru |                                       |               |                                                                          |
|      | Nilo Figueroa Cortavarría             | 2003–2005     | Erster peruanischer Botschafter in Osttimor Ernennung: 9. September 2003 |
|      | Juán José Álvarez Vita                | 2005–2011     | [ 2 ] [ 3 ]                                                              |
|      | Roberto Hernán Seminario Portocarrero | 2012–2017     | Ernennung: 27. Januar 2012                                               |
|      | Julio Arturo Cárdenas Velarde         | 2017–2021 (†) | Ernennung: 1. Juni 2017 im Amt verstorben: 11. Februar 2021              |
|      | Luis Raul Tsuboyama Galvan            | seit 2023     | Akkreditierung: 1. Februar 2023                                          |